# دیدارهای فوتبال آرژانتین و انگلیس
رقابت فوتبالی میان تیم‌های آرژانتین و انگلیس یک هماوردی ورزشی کاملاً رقابتی است که بین تیم‌های ملی فوتبال دو کشور و همچنین مجموعهٔ طرفداران آن‌ها وجود دارد. بازی‌های بین دو تیم، حتی آن‌هایی که فقط در قالب بازی دوستانه برگزار می‌شوند، اغلب با حوادث قابل توجه و گاه بحث‌برانگیز همراه هستند.
این رقابت از آنجا که یک رقابت بین قاره‌ای و غیرمعمول است. به‌طور معمول از رقابت‌های هم‌قاره‌ای، همچون فرانسه - ایتالیا یا آرژانتین - برزیل که مدام برگزار می‌شوند، کمتر پیش می‌آید.
انگلیس در آرژانتین به عنوان یکی از رقبای اصلی تیم ملی فوتبال شناخته می‌شود که فقط بازی با برزیل و اروگوئه آنقدر اهمیت می‌تواند یابد. این رقابت، تا حدی در انگلیس هم متقابل است، و در آنجا هم به صورت محلی به عنوان یک مسابقه کینه توزانه توصیف می‌شود، اگرچه مسابقات برابر آلمان اهمیت بیشتری برای انظار عمومی دارند.
این رقابت در نیمه‌های قرن بیستم در چندین بازی به وجود آمد، حتی اگر از سال ۲۰۰۸ تیم‌ها فقط در ۱۴ بازی در مسابقهٔ بین‌المللی کامل با یکدیگر بازی کرده باشند، همچنان ادامه یافته. این امر توسط حوادث جنجالی مختلفی تحریک شده، به ویژه مواردی که در بازی‌های بین دو تیم در جام‌های جهانی ۱۹۶۶ و ۱۹۸۶ رخ داده.
این رقابت همچنین به ویژه در آرژانتین، با وقایع غیر فوتبالی، به ویژه جنگ فالکلند ۱۹۸۲ بین آرژانتین و انگلستان، مرتبط در نظر گرفته می‌شود.
با این حال، با وجود اختلاف شدید انگلیس از آرژانتین در زمینهٔ فوتبال، این ورزش در آرژانتین توسط مهاجران انگلیسی در قرن نوزدهم معرفی شده و نخستین اتحادیه فوتبال آرژانتین توسط ایشان تأسیس شد و بعداً به محبوب‌ترین ورزش در این کشور بدل گشت و بازیکنان متعدد آرژانتین در قرن بیست و یکم قرن و نیمه دوم قرن ۲۰ در تیم‌های انگلیسی بازی کرده‌اند و از نظر اقتصادی و ورزشی به آرژانتین رونق داده‌اند.
به‌طور کلی، انگلیس با ۶ پیروزی برابر ۴ پیروزی آرژانتین (از جمله یک پیروزی در ضربات پنالتی) و علی‌رغم وجود ۵ تساوی، در این رقابت پیشتاز است. در جام جهانی انگلیس همچنین با سه پیروزی (در سال ۱۹۶۲، ۱۹۶۶ و ۲۰۰۲) به آرژانتین با دو پیروزی (در ۱۹۸۶ و ۱۹۹۸) می‌چلبد.

## تاریخ اولیه

### نفوذ انگلیس در فوتبال آرژانتین

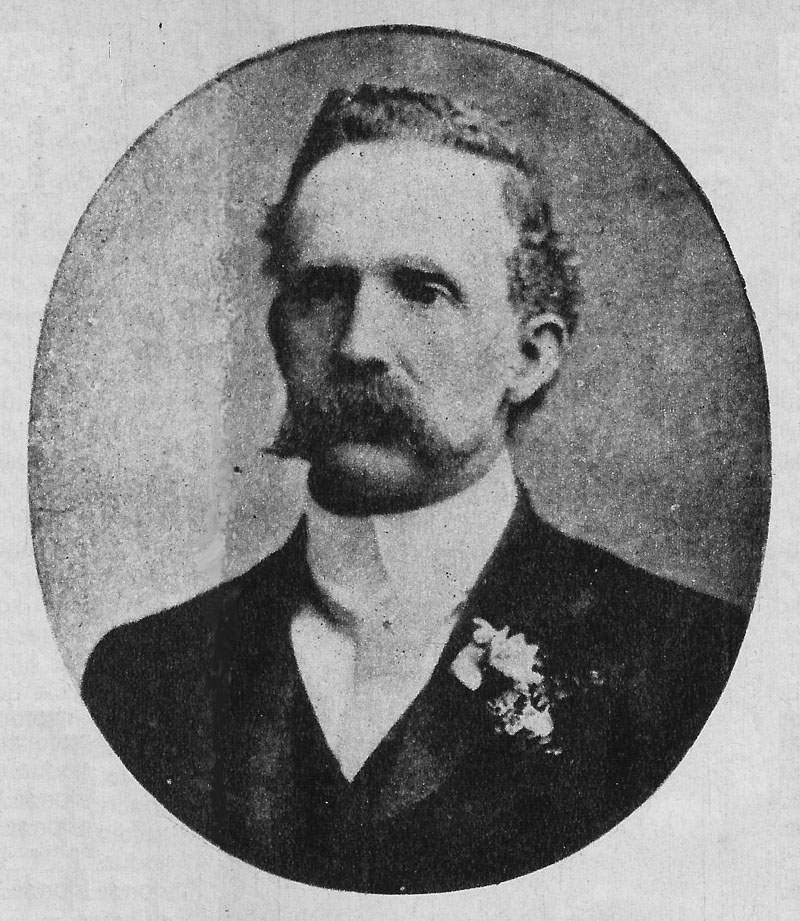
الکساندر واتسون هاتون، «پدر فوتبال آرژانتین»، بنیانگذار Alumni AC، بهترین تیم آرژانتین تا زمان انحلال آن.

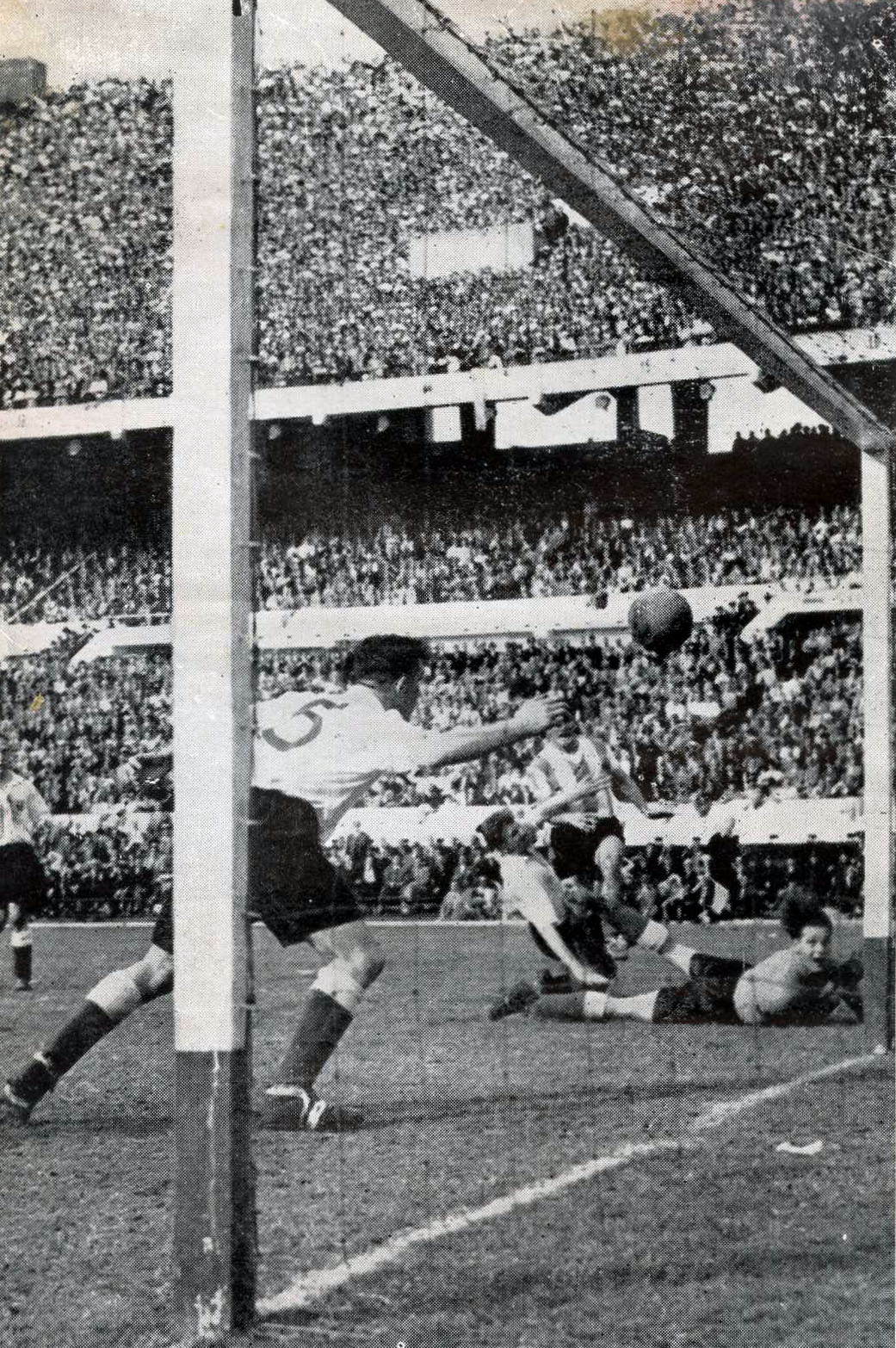
گلی که ارنستو گریلو در جریان یک بازی دوستانه در سال ۱۹۵۳ به ثمر رساند (در استادیوم ریورپلاته بازی می‌کرد) در این بازی آرژانتین با نتیجه ۳–۱ پیروز شد.

در نیمه دوم قرن نوزدهم، پایتخت آرژانتین بوینس آیرس دارای یک جامعه انگلیسی بزرگ حدود ۱۰ هزار نفری بود. مانند بسیاری از نقاط دیگر جهان، فوتبال توسط انگلیسی‌ها به آرژانتین وارد شد. اولین مسابقه ثبت شده فوتبال در آرژانتین را باشگاه کریکت بوینس آیرس در شهر پالرموی بوینس آیرس، در ۲۰ ژوئن ۱۸۶۷ برگزار کرد و بین دو تیم کارگران راه‌آهن انگلیس، در قالب دو تیم سفیدکلاهان و سرخ‌کلاهان انجام شد.
الکساندر واتسون هاتون، معلم مدرسه‌ای از گلاسکو، به اصطلاح «پدر فوتبال آرژانتین» است، او اولین بار در اوایل دهه ۱۸۸۰ در مدرسه اسکاتلندی سنت آندرو در بوینس آیرس به دانش‌آموزان فوتبال آموخت. در ۴ فوریه ۱۸۸۴، وی دبیرستان انگلیسی بوینس آیرس را تأسیس کرد، و در آنجا به آموزش دانش‌آموزان در این بازی ادامه داد. در سال ۱۸۹۸، باشگاه ورزشی فارغ‌التحصیلان، یک تیم فوتبال که توسط دانش‌آموزان مدرسه انگلیسی تشکیل شده‌بود، تأسیس کرد. فارغ‌التحصیلان موفق‌ترین تیم آرژانتین بودند و در مجموع ۲۲ عنوان کسب کردند تا این که در سال ۱۹۱۳ منحل شدند.
در سال ۱۸۹۱، هاتون اتحادیه فوتبال آرژانتین را تأسیس کرد. پنج باشگاه با هم رقابت کردند اما فقط یک فصل بازی انجام شد. یک لیگ جدید، لیگ فوتبال اتحادیه آرژانتین، در ۲۱ فوریه ۱۸۹۳ تشکیل شد و در نهایت به اتحادیه فوتبال آرژانتین (AFA) تبدیل شد. در این روزهای ابتدایی فوتبال در آرژانتین، تقریباً تمام بازیکنان و مقامات انگلیسی‌های مقیم این کشور یا استخدامی‌های انگلیسی بودند و قدیمی‌ترین باشگاه‌های فوتبال در آرژانتین مانند روساریو سنترال، اولد بویز و کیلمس، همه توسط مهاجران انگلیسی تأسیس شدند. با افزایش محبوبیت بازی، تأثیر انگلیس بر روی بازی کمرنگ شد و در سال ۱۹۱۲، انجمن به نامی اسپانیولی تغییر نام داد.
نفوذ انگلیس در فوتبال آرژانتین، در ادامه موجب استفاده از عباراتی مانند «کرنر» و «وینگ» به جای ترجمه‌های اسپانیایی این کلمات بوده. نام چندین تیم معروف در آرژانتین نیز به دلیل رواج انگلیسی در این ورزش و استفاده از زبان انگلیسی، ریشه‌های انگلیسی دارند مانند ریور پلاته یا بوکا جونیورز.
در دهه ۱۹۴۰ اتحادیه فوتبال آرژانتین از داوران انگلیسی در مسابقات خود استفاده می‌کرد.

### اولین بازی‌ها
تیم‌های ملی قبل از درگیری ۱۹۶۶ هم به مصاف هم رفته بودند - آرژانتین اولین تیمی غیر از اسکاتلند بود که در سال ۱۹۵۱ در ورزشگاه ومبلی به مصاف انگلیس رفت و بازی بین دو تیم با پیروزی ۲–۱ انگلیس به پایان رسید. آن‌ها همچنین در سال ۱۹۵۳ در بوینس آیرس دو مسابقه انجام دادند. انگلیس اولین تیمی بود که در برابر آرژانتین با نتیجهٔ ۳–۱ باخت، درحالی که انگلیسی‌ها یک تیم ملی غیررسمی از بازیکنان تیم‌های دسته دوم را به میدان برده بودند. با این حال، این مسابقه در لیست بازی‌های رسمی آرژانتین وجود دارد و توسط فیفا به عنوان یک بازی ملیثبت شده. بنابراین آرژانتینی‌ها آن را اولین پیروزی برابر انگلیس می‌دانند. پس از آن، یک سیاستمدار آرژانتینی گفته بود: "ما راه‌آهن را ملی کردیم و اکنون فوتبال را ملی کردیم!"
دومین بازی ملی در سال ۱۹۵۳ برای دو تیم یک مسابقه رسمی بود: انگلیس با ترکیب قوی‌تری که شامل آلف رمزی، نات لوفتوس و تام فینی بود، بازی می‌کرد. آرژانتین با همان ترکیبی که در اولین مسابقه به کار برد، حاضر شد. اما بازی بعد از ۲۳ دقیقه به دلیل بارش سیل‌آسا، با نتیجه ۰–۰ متوقف شد. این تیم‌ها در مرحله بعدی در جام جهانی فیفا ۱۹۶۲ در شیلی به مصاف هم رفتند، جایی که پیروزی ۳–۱ انگلیس در مرحله گروهی منجر به حذف آرژانتین از مسابقات شد. اولین پیروزی آرژانتین برابر انگلیس در یک مسابقه بین‌المللی کامل، در پیروزی ۱–۰ در ژوئن ۱۹۶۴، در جریان مسابقات دوستانه‌ای در برزیل رخ داد.

## لحظه‌های سرنوشت‌ساز

### جام جهانی ۱۹۶۶

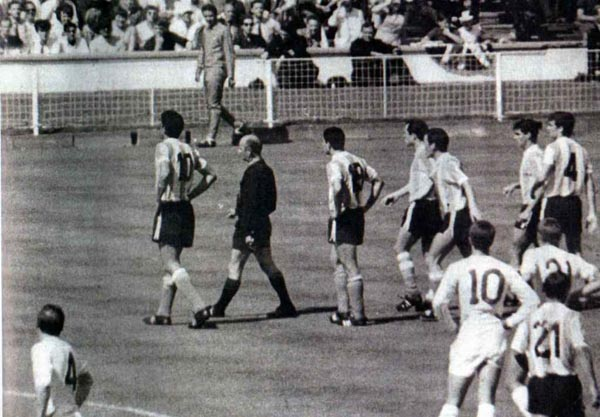
راتین در مسابقه تاریخی آرژانتین و انگلیس در جام جهانی فیفا ۱۹۶۶ از زمین اخراج شد ولی برای دقایقی حاضر به خروج از زمین نشد.

علی‌رغم همه این پیشینه‌ها، تنها در جام جهانی ۱۹۶۶ بود که در یک بازی به میزبانی انگلیس، تیم میزبان یک بازی پر حاشیه را پیروز شد؛ این دو تیم در مرحله یک چهارم نهایی مسابقات به مصاف هم می‌رفتند، بازی در آرژانتین با عنوان el robo del siglo ("سرقت قرن") نامیده می‌شود که انگلیس به لطف گل مهاجمش، جف هرست، ۱–۰ پیروز شد، ولی آرژانتینی‌ها ادعای آفساید گل مورد اختلاف را داشتند.
این بازی، به خصوص برای اخراج بدون دلیل کاپیتان آرژانتین، آنتونیو راتین، پس از دریافت دومین اخطار، مورد توجه قرار گرفت. آرژانتینی‌ها کارت دوم را ناعادلانه دانستند، از جمله خود راتین، که به دلیل امتناع از ترک زمین، مجبور شدند با کمک پلیس از زمین خارجش کنند. در ابتدای مسابقه راتین برای خطا روی بابی چارلتون کارت گرفت. سپس راتین خطای نه چندان شدید دیگری روی جف هرست داشت و به‌طور غیرقابل توجیهی، دومین اخطار را دریافت کرد و اخراج شد. زیرا به داور اعتراض کرده بود.

### جام جهانی ۱۹۸۶

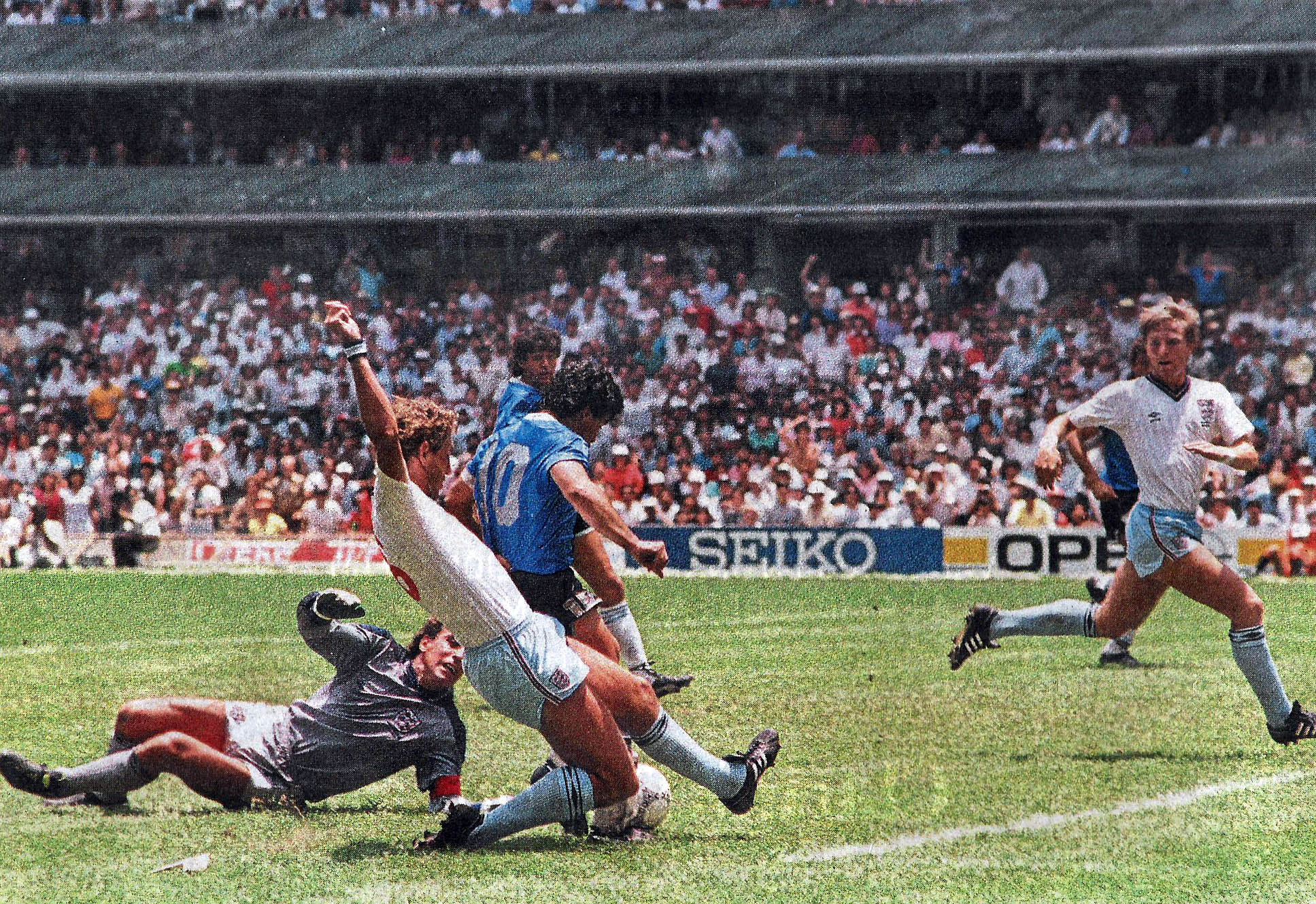
دیگو مارادونا پس از دریبل زدن پیتر شیلتون ، دروازه‌بان حریف، دومین گل خود (در حالی که " بهترین گل تاریخ جام جهانی " محسوب می‌شود) را در طول جام جهانی فیفا ۱۹۸۶ به ثمر رساند.

پس از بازی‌های دوستانه در سال‌های ۱۹۷۴، ۱۹۷۷ و ۱۹۸۰، که هیچ نشانه خاصی از رقابت نشان نمی‌داد، بازی بعدی رقابت بین دو تیم در جام جهانی فیفا ۱۹۸۶ در مکزیک، در مرحله یک‌چهارم نهایی رخ داد. این برخورد به ویژه در اثر جنگ فالکلند/مالویناس، که بین جمهوری آرژانتین و پادشاهی بریتانیا (که انگلیس بخشی از آن را تشکیل می‌دهد) بود و فقط چهار سال پیش رخ داده بود، بسیار حساسیت یافت و بسیاری در آرژانتین این بازی را فرصتی برای انتقام آن شکست می‌دانستند.
آرژانتین با یک گل بسیار بحث‌برانگیز ستاره‌اش، دیگو مارادونا، پیش افتاد. این گل که با هَند مارادونا رخ داد، دست خدا نامیده می‌شود. تنها چند دقیقه پس از آن مارادونا گل دوم را هم به ثمر رساند و گل دوم او بهترین گل قرن انتخاب شده‌است، لذا به آن هم گل قرن می‌گویند. در پایان لینکر یکی از گل‌ها را جبران کرد و آرژانتین ۲–۱ بازی را برد.

### دوستانه ۱۹۹۱
در ۲۵ مه ۱۹۹۱، یک بازی دوستانه بین دو تیم در ومبلی برگزار شد. آرژانتین که اکنون تحت مدیریت آلفیو باسیل قرار داشت، برای مسابقات آتی کوپا آمریکا ۱۹۹۱ آماده می‌شد و بعدتر در آنجا قهرمان شد. تیم‌های ملی آمریکای جنوبی نسل جدیدی از بازیکنان را داشتند که عمدتاً به صورت محلی بازی می‌کردند و جایگزین گروه بسیار موفق دو دوره قبلی مسابقات جام جهانی شده‌بودند. این بازی بیشتر تحت کنترل انگلیس بود، اما در پایان بازی آرژانتین با دو گل پیش افتاد و نتیجه را به تساوی ۲–۲ رساند. داریو فرانکو و کلودیو گارسیا با ضربه سر گلزنی کردند.
علی‌رغم پیروز نشدن، این نتیجه را در آرژانتین جشن گرفتند، خصوصاً این که هر دو گل آرژانتین از روی کرنر به دست می‌آمد، زیرا این نقطهٔ قوت انگلیسی‌ها شمرده می‌شد.

### جام جهانی ۱۹۹۸
دیدار بعدی دو کشور در مرحله یک‌شانزدهم نهایی جام جهانی ۱۹۹۸ بود که در سنت اتین فرانسه برگزار شد. این بازی جنبه‌های قابل توجه بسیاری داشت از جمله گلی که یکی از بهترین گل‌های انگلستان به حساب می‌آید، توسط مهاجم جوان مایکل اوون به ثمر رسید.
این مسابقه همچنین با دریافت کارت قرمز توسط دیوید بکهام به یادگار مانده‌است. بکهام به خاطر خطایی که روی دیگو سیمئونه انجام نشده بود، اخراج شد. سیمئونه در حالی که پشت‌سر بکهام بود، دست خودش را به پشت او نزدیک کرد و بعد ناگهانی خودش را روی زمین انداخت، داور هم که صحنه را ندیده بود، بکهام را بی‌دلیل اخراج نمود. بازی با ده بازیکن انگلستان ادامه یافت و نهایتاً با ۲–۲ به ضربات پنالتی رسید. در پنالتی‌ها آرژانتین ۴–۳ نهایتاً انگلستان را شکست داد و به مرحله بعدی صعود کرد.

## مسابقات آرژانتین و انگلیس
| ۹ مه ۱۹۵۱ Friendly Match | انگلستان                    | ۲–۱      | آرژانتین | میدلسکس (انگلستان)                                               |
|                          | Mortensen ۷۹' · Milburn ۸۶' | (Report) | ۱۸' Boyé | ورزشگاه: Wembley Stadium تماشاگران: ۹۹٬۰۰۰ داور: Sandy Griffiths |

| ۱۴ مه ۱۹۵۳ Friendly Match | آرژانتین                      | ۳–۱    | انگلستان   | بوئنوس آیرس                                    |
|                           | Grillo ۴۲'، ۷۸' · Micheli ۵۷' | [ ۱۸ ] | ۴۱' Taylor | ورزشگاه: Estadio Monumental داور: Arthur Ellis |

| ۱۷ مه ۱۹۵۳ Friendly Match | آرژانتین | ۰–۰      | انگلستان | بوئنوس آیرس                                                      |
|                           |          | (Report) |          | ورزشگاه: Estadio Monumental تماشاگران: ۸۰٬۰۰۰ داور: Arthur Ellis |

| ۲ ژوئن ۱۹۶۲ جام جهانی فوتبال ۱۹۶۲ | انگلستان                                          | ۳–۱      | آرژانتین       | رانکاگوا                                                        |
|                                   | Flowers ۱۸' (پنالتی) · Greaves ۴۲' · Charlton ۶۷' | (Report) | ۸۱' Sanfilippo | ورزشگاه: ورزشگاه ال تنینته تماشاگران: ۹٬۷۹۴ داور: نیکلای لاتیشف |

| ۶ ژوئن ۱۹۶۴ Taça das Nações | آرژانتین  | ۱–۰      | انگلستان | ریو دو ژانیرو                                                 |
|                             | Rojas ۶۶' | (Report) |          | ورزشگاه: Estádio do Maracanã تماشاگران: ۱۵٬۰۰۰ داور: Leo Horn |

| ۲۳ ژوئیه ۱۹۶۶ جام جهانی فوتبال ۱۹۶۶ | انگلستان  | ۱–۰      | آرژانتین | London                                                          |
|                                     | Hurst ۷۸' | (Report) |          | ورزشگاه: Wembley Stadium تماشاگران: ۹۰٬۵۸۴ داور: رودولف کریتلین |

| ۲۲ مه ۱۹۷۴ Friendly Match | انگلستان                      | ۲–۲      | آرژانتین                 | London                                                             |
|                           | Channon ۴۵' · Worthington ۵۵' | (Report) | ۵۹'، ۸۹' (پنالتی) Kempes | ورزشگاه: Wembley Stadium تماشاگران: ۶۸٬۰۰۰ داور: Arturo Ithurralde |

| ۱۲ ژوئن ۱۹۷۷ Friendly Match | آرژانتین    | ۱–۱      | انگلستان   | بوئنوس آیرس                                                 |
|                             | Bertoni ۱۵' | (Report) | ۳' Pearson | ورزشگاه: La Bombonera تماشاگران: ۶۰٬۰۰۰ داور: Ramón Barreto |

| ۱۳ مه ۱۹۸۰ Friendly Match | انگلستان                      | ۳–۱      | آرژانتین                | London                                                          |
|                           | Johnson ۴۱'، ۵۰' · Keegan ۶۸' | (Report) | ۵۳' (پنالتی) Passarella | ورزشگاه: Wembley Stadium تماشاگران: ۹۲٬۰۰۰ داور: Brian McGinlay |

| ۲۲ ژوئن ۱۹۸۶ جام جهانی فوتبال ۱۹۸۶ | آرژانتین          | ۲–۱      | انگلستان    | مکزیکو سیتی                                                 |
|                                    | Maradona ۵۰'، ۵۴' | (Report) | ۸۰' Lineker | ورزشگاه: ورزشگاه آزتکا تماشاگران: ۱۱۴٬۵۸۰ داور: علی بن ناصر |

| ۲۵ مه ۱۹۹۱ 1991 Challenge Cup | انگلستان                | ۲–۲      | آرژانتین                | London                                                          |
|                               | Lineker ۱۵' · Platt ۵۰' | (Report) | ۶۵' García · ۷۰' Franco | ورزشگاه: Wembley Stadium تماشاگران: ۴۴٬۴۹۷ داور: Zoran Petrović |

| ۳۰ ژوئن ۱۹۹۸ جام جهانی فوتبال ۱۹۹۸        | آرژانتین                              | ۲–۲ (و.ا.) (۴–۳ پنالتی)                | انگلستان                        | سن-اتین                                                                     |
|                                           | Batistuta ۶' (پنالتی) · Zanetti ۴۵+۱' | (Report)                               | ۱۰' (پنالتی) Shearer · ۱۶' Owen | ورزشگاه: ورزشگاه جئوفروی گویچارد تماشاگران: ۳۰٬۶۰۰ داور: Kim Milton Nielsen |
|                                           | ضربات پنالتی                          |                                        |                                 |                                                                             |
| Berti · Crespo · Verón · Gallardo · Ayala |                                       | Shearer · Ince · Merson · Owen · Batty |                                 |                                                                             |

| ۲۳ فوریه ۲۰۰۰ Friendly Match | انگلستان | ۰–۰      | آرژانتین | London                                                      |
|                              |          | (Report) |          | ورزشگاه: Wembley Stadium تماشاگران: ۷۴٬۰۰۸ داور: مارکوس مرک |

| ۷ ژوئن ۲۰۰۲ جام جهانی فوتبال ۲۰۰۲ | آرژانتین | ۰–۱      | انگلستان             | ساپورو                                                        |
|                                   |          | (Report) | ۴۴' (پنالتی) Beckham | ورزشگاه: گنبد ساپورو تماشاگران: ۳۵٬۹۲۷ داور: پیرلوئیجی کولینا |

| ۱۲ نوامبر ۲۰۰۵ Friendly Match | آرژانتین                | ۲–۳      | انگلستان                     | ژنو                                                         |
|                               | Crespo ۳۵' · Samuel ۵۴' | (Report) | ۳۹' Rooney · ۸۷'، ۹۰+۲' Owen | ورزشگاه: ورزشگاه ژنو تماشاگران: ۲۹٬۰۰۰ داور: Philippe Leuba |